# Anole
Camaleón, Victor Borkowski, (Anole en el original) es un superhéroe mutante ficticio del Universo Marvel. Fue creado por Christina Weir y Nunzio DeFilippis y apareció por primera vez en la edición # 2 de Nuevos Mutantes vol. 2 (agosto de 2003). Estudiante en el Instituto Xavier y joven miembro de los X-Men, Camaleón es uno de los pocos personajes abiertamente gay en el Universo Marvel. Su mutación reptil le concede habilidades sobrehumanas incluyendo trepar muros, una lengua prensil y camuflaje adaptativo.
Inicialmente un personaje secundario en Nuevos Mutantes vol. 2 y su título relanzado, Nuevos X-Men: La Academia X, según Weir y DeFilippis el personaje estaba destinado a suicidarse a principios de la serie después de salir del armario como gay y al verse rechazado por su familia y amigos. Según los autores, la historia iba a servir como un mensaje sobre la intolerancia. Editores de Marvel desecharon la historia debido a la preocupación que la polémica podía generar. La historia se volvió a escribir y el personaje sobrevivió. Desde entonces se convirtió en un favorito de los fanes y comenzó a aparecer regularmente en toda la serie y como un personaje principal en títulos relacionados con X-Men posteriores, incluyendo Nuevos X-Men y los de corta duración Jóvenes X-Men.

## Historia de la publicación
Victor Borkowski aparece por primera vez en Nuevos Mutantes vol. 2 # 2 en agosto de 2003. Christina Weir y Nunzio DeFilippis originalmente escribieron un guion para los nuevos mutantes que iba a tener lugar entre los capítulos 8 y 10. La trama implicaba el suicidio de Victor después de salir del armario y ser rechazado por sus padres y sus amigos sirviendo como "un poderoso mensaje acerca de lo que la intolerancia puede hacer a la gente." Debido a lo controvertido del asunto la historia fue cambiada con un Victor proveniente de una familia y una ciudad natal tolerantes.
A pesar de las escasas apariciones iniciales solo como un personaje secundario Victor desarrolló un movimiento de fanes. Victor se le dio el nombre en clave de "Camaleón" / ənoʊliː / una especie de lagarto erróneamente conocido como Camaleón americano, después de que fuera sugerido a Weir y DeFilippis por un fan a través de un post en su foro. Él continuó haciendo numerosas apariciones durante la etapa de Craig Kyle y Chris Yost en Nuevos X-Men (segunda serie), teniendo un papel más activo en las tramas que la mayoría de los otros personajes secundarios.
Camaleón fue presentado como un personaje principal en el inicio de Nuevos X-Men vol. 2 # 37, ilustrado por el artista del cómic Skottie Young. Más tarde se unió a los Nuevos X-Men como un compañero de equipo. Camaleón era de una "buena cosecha temprana" de las nuevas incorporaciones al equipo, de acuerdo con Yost, quien sintió que Camaleón tenía un conjunto decente de habilidades y representaba "una clase de sensatez, buena, un chico normal." Además, Yost y Kyle sentían que añadiendo los personajes de Camaleón y Pixie al equipo de los Nuevos X-Men dio una lista de "balance de tonos" y la oportunidad de "darle un giro" a los personajes a través de los acontecimientos más oscuros que llegan a la serie. Fue durante esta serie en los Nuevos X-Men (segunda serie) #43 en la que la identidad gay de Camaleón fue declarada y tratada explícitamente por primera vez.
Cuando la serie terminó, Camaleón apareció en una viñeta titulada "Mezclarse" escrita e ilustrada por Young en X-Men: Divided We Stand #1. La historia exploró los efectos de los acontecimientos más oscuros bajo la dirección de Yost y Kyle en personajes jóvenes, tales como Camaleón, Young sintiendo que los personajes más jóvenes a menudo se caracterizaban incorrectamente como adultos maduros en la forma en que trataban los importantes y traumáticos eventos en la serie de cómics. Él definió su decisión de ilustrar y escribir sobre Camaleón como "una elección natural" y que quería dar cuerpo a su desconocido pasado, alegando que dibujar a Camaleón durante un año durante su tiempo en Los Nuevos X-Men le permitió comprender su carácter. En el desarrollo de la historia de fondo de Camaleón, Young estableció también su propia ciudad natal, Fairbury (Illinois), como la del personaje. Young agregó que él eligió escribir sobre Camaleón desde los X-Men hasta la conclusión de la historia de una manera que le permitiera explorar más de las futuras decisiones y experiencias del personaje en otro momento. Camaleón más tarde reaparece como un miembro del equipo en el reparto principal de Jóvenes X-Men como de Joven X-Men #6 y como un personaje secundario en eventos entrelazados de las franquicias X-Men como en X-Men: Destino Manifiesto, Invasión Secreta: X -Men y X-Men: Nación X.

## Biografía ficticia

### Primeros años y llegada al Instituto Xavier
Victor Borkowski es un mutante de dieciséis años de edad, nacido y criado en Fairbury, Illinois, una típica pequeña ciudad americana en la que vive una vida normal a pesar de sus rasgos de reptil. La comunidad lo acepta por lo que es hasta que el sentimiento anti-mutante comienza a extenderse. Por su propia seguridad, sus padres lo envían al Instituto Xavier, donde sobresale rápidamente académicamente.
Cuando se crea el sistema de consejeros en el Instituto Xavier, Victor elige a Karma como su consejera y se le da el nombre clave de Camaleón. Durante la formación de escuadrones de entrenamiento en la escuela es reasignado al Escuadrón Alfa de Estrella del Norte, donde desempeña el papel de líder del escuadrón. Al principio, él es representado teniendo una estrecha amistad con su compañero de estudios Julian Keller y los otros estudiantes del Escuadrón de los Infernales, pero después se acercará más a sus compañeros de equipo. Él está especialmente ligado a su mentor que le ayuda a aceptar su sexualidad. Camaleón estará profundamente afectado por la muerte de Estrella del Norte, afirmando que él le entendía y era importante como persona en la que podía confiar.

### Post Día-M
Camaleón es uno de los solo 27 estudiantes en el Instituto que no pierden sus poderes mutantes por las secuelas de Dinastía de M, también conocida como Decimation o "Día M." El sistema de escuadrones se disuelve y los restantes estudiantes se fusionan en un solo grupo. Poco después, Emma Frost prepara una pelea sin cuartel entre los estudiantes restantes para determinar quién formará parte del nuevo equipo X-Men (conocido como los "Nuevos X-Men"); Victor no será seleccionado para el equipo pero permanecerá en la escuela. Cuando un Estrella del Norte resucitado y con el cerebro lavado regrese con su hermana Aurora y ataque el Instituto, Camaleón le hará frente y será capaz de romper temporalmente el control de la mente puesto en marcha por Los Hijos de la Cámara. La alegría de Camaleón al ver a su antiguo mentor durará poco pues este regresa a su estado de control mental y lo noquea. Luego la escuela es atacada por el reverendo William Stryker y su ejército de exterminadores de mutantes, los Purificadores. Esto terminará con un autobús lleno de compañeros de clase de Camaleón asesinados y otros amigos acribillados en la escuela.

### Uniéndose a los Nuevos X-Men
Durante el arco narrativo de la historia de los Nuevos X-Men "La Búsqueda de Magik", Camaleón y sus compañeros de clase son llevados a la dimensión del Limbo por el demonio Belasco. Pronto son atacados por un gran grupo de demonios y Camaleón se hace cargo, reuniendo a los estudiantes alrededor de la indefensa Vendas solo para que su brazo derecho sea cortado por el hombro por un demonio. Más tarde se ve atrapado en piedra por las maquinaciones de Magik en su intento de crear una poderosa Espada de Alma a través de Hada. Camaleón logra liberarse e impide a Illyana completar el proceso salvando a Megan. Luego descubre que ha autogenerado un brazo de reptil más grande y más fuerte en sustitución del que perdió, un aspecto hasta ahora desconocido de su mutación. El brazo está lleno de pinchos, asemejándose a su cuero cabelludo, con garras como navajas afiladas. Después de ayudar a derrotar a Belasco, Camaleón y Hada pasan a ser miembros del escuadrón de los Nuevos X-Men por recomendación de Alud, que amenaza con irse si no forman parte del grupo.
Alud y X-23 tratan de convencer a Camaleón para cortarse el otro brazo con el fin de generar un reemplazo más fuerte. Cuando él se niega, Alud lo llama mariquita lo que Camaleón lo encuentra suficientemente ofensivo para revelar su identidad sexual y atacarlo. Este se disculpa jurando que no lo sabía. Más tarde, en un intento equivocado de unir el grupo, Alud expresa su aceptación de la sexualidad de Camaleón, sacándolo del armario para el resto de estudiantes, aunque Loa afirma que ella ya estaba al tanto y que todo el mundo lo sabía.
Como miembro de los Nuevos X-Men, Camaleón participa en varias misiones con el equipo, incluidos los acontecimientos que condujeron a  X-Men: Complejo de Mesías y hasta su conclusión cuando Cíclope cierra oficialmente la escuela y disuelve los X-Men. Con la escuela cerrada Camaleón regresa con su familia en Fairbury, Illinois.

### Divididos vencemos
Una viñeta en la serie de dos partes Divididos vencemos exploró los efectos del después de numerosas experiencias traumáticas de Camaleón en el Instituto Xavier durante su regreso a su ciudad natal. Estrella del Norte, ahora rehabilitado, es contactado por Cíclope para encontrar a Camaleón, que se esconde tras atacar accidentalmente a su propio padre debido al trastorno por estrés postraumático por sus experiencias en el Instituto Xavier. Lo encontrará en su caseta del árbol, triste de ver a su antiguo mentor. Al principio, Estrella del Norte hace bromas pensando que Camaleón está teniendo un problema intentando encajar tanto que es un mutante como que es un adolescente gay. Camaleón explica que su pueblo lo acepta tal como es y que sus problemas vienen de su mentor, junto con los otros X-Men, por poner a los estudiantes a su cargo con una educación deficiente, por robar su inocencia por la constante exposición al peligro y luego tirarlos a la basura tras la disolución. Pensando huir, Camaleón deja una nota para sus padres en la caseta del árbol y a Estrella del Norte le pide que diga a todos los ex-Nuevos X-Men que no lo busquen.

### Los Jóvenes X-Men
Danielle Moonstar recluta personalmente a Camaleón para el equipo de Jóvenes X-Men visitándlo en su nuevo hogar. Camaleón sigue siendo reticente, mantenimiendo su opinión desde los eventos anteriores pero es persuadido a unirse al equipo cuando Dani le dice que los X-Men se han trasladado a San Francisco, California, "un lugar reconocido por su tolerancia a los mutantes y ... a otras minorías", una referencia a su identidad gay. Se muda a San Francisco y participa en varias misiones con los jóvenes X-Men, ayudando durante la invasión Skrull de la ciudad.
Cuando su compañera de equipo Arena muere a causa de un motivo médico oculto y que aparece por su pelea con Magma, Camaleón expresa una vez más sus opiniones acerca de dejar el equipo ya que están constantemente en peligro con consecuencias mortales. Arena es revivida por su compañero de equipo Ink y ella convence al grupo de no disolverse.

### Nación X
Durante la historia de  Utopía, los X-Men dejan su base de San Francisco y crean la isla "Utopía" para los mutantes con los restos del Asteroide M. La antología de historias de Nación X explora las reacciones de los personajes a esta reubicación con Camaleón que ofrece su propia historia en "Big boy pants". La historia cuenta la lección de Bala de Cañón a los jóvenes X-Men de cómo cultivar sus propias cosechas, pero Camaleón sostiene que es una pérdida de tiempo ya que pueden comprar los alimentos en una tienda. Él mira a Magik buscando su aprobación pero ella responde teletransportándolo al Limbo durante cinco días sin comida ni agua. De vez en cuando ella vuelve para llevarle agua y Camaleón le dice que ha aprendido la lección: si no tienen su propio fuente de alimentos la raza mutante podría morir. Illyana le dice que no se trataba de una lección y que ella simplemente le envió al Limbo porque estaba harta de mirarlo. Vuelven ambos a Utopía y Camaleón reanuda la agricultura demasiado asustado de que Magik cuente a todos lo que pasó. Él está a punto de morir por el mutante Saqueo, que quería su propio trozo de Utopía.
Camaleón tiene una menor presencia en la historia de Nación X en Uncanny X-Men; él y los otros estudiantes prestan a Pícara sus poderes combinados para combatir a Depredador X. También aparece en la miniserie X-Men: Hada contraataca, ayudando a salvar a Megan y al resto de chicas de los Nuevos X-Men del demonio Saturnino y en la historieta Cloak y Dagger, en la cual apoya a Puñal después de que ella descubra que no es una mutante.

### Advenimiento
Durante los hechos de Advenimiento, Camaleón aparece principalmente en los tres capítulos de la serie X-Men: El mensajero del Infierno. En él, se une a un equipo de X-Men en el rescate de Magik del Limbo después de que ella fuera enviada allí por las fuerzas de Bastión. Bala de Cañón elige a Camaleón para la misión de brindar apoyo moral a Hada, cuyo poder de teletransporte necesitan para viajar al Limbo. Ambos son extremadamente reacios a arriesgarse por Magik ya que creen que no merece ser rescatada, pero deciden ir porque son héroes. En el Limbo, Camaleón se defiende de los demonios y discute con Bala de Cañón; también neutraliza a su compañera de equipo Dazzler cuando está corrompida por la influencia del Limbo. Al final, él y Hada resuelven algo sus problemas con Magik y el equipo regresa a casa.
En los hechos posteriores de Advenimiento Camaleón aparece en la historia Colisión de X-Men: Legado. Se une a Pícara, Magneto, Loa e Indra en un viaje a Bombay.

### Marvel AHORA!
Camaleón regresa a Nueva York para asistir a la Escuela Jean Grey de Educación Superior junto a muchos de sus antiguos compañeros de clase. En algún momento él comienza a estudiar Economía Aplicada y pronto se convierte en un miembro del renacido Consejo de Administración de Worthington Industries deAngel.

## Poderes y habilidades
La mutación reptiliana de Camaleón le da una piel verde y escamosa, un caparazón de pinchos en la cabeza en vez de pelo, una lengua prensil pegajosa, la capacidad de adherirse a las superficies sólidas y una mayor agilidad, velocidad, reflejos/reacciones, coordinación y equilibrio. También puede camuflarse rápidamente a través del cambio fisiológico de color con su entorno para convertirse en "invisible". Le pueden volver a crecer las extremidades perdidas pero aparecerán aumentadas y reptilianas como su caparazón concediéndole un mayor nivel de fuerza. Su nuevo brazo tiene garras afiladas en los extremos de los dedos que puede usar para fines de ataque. Bestia confirmó que cada vez que Camaleón pierde una extremidad le crece una versión más fuerte de la misma aunque él es reacio a arriesgarse a una nueva transformación.

## Sexualidad y aceptación
Pronto en la historia de la publicación del personaje, la identidad sexual de Camaleón fue resaltada por su estrecha relación con su mentor de escuadrón, Estrella del Norte, uno de los superhéroes más reconocidos abiertamente gay de Marvel. Después de la "muerte" de este, las conversaciones de Camaleón con su antigua mentora Karma, abiertamente lesbiana, hablan de lo importante que era para él tener a alguien como Estrella del Norte, que "lo entendía", para hablar del tema. Su orientación sexual fue confirmada más tarde por DeFilippis en un foro en línea, quien afirmó que el diálogo alude intencionalmente a esto y fue reafirmado en X-Men: 198 Archivos. Su orientación sexual continuó siendo mencionada indirectamente como las alusiones que señalan que los Jóvenes Vengadores, Wiccan y Hulkling, eran gais antes de que cortaran y como cuando Camaleón ataca a Alud por llamarle "mariquita", este alega que "no lo sabía" y que "no tenía que ser tan susceptible". En el siguiente número, la sexualidad de Victor es revelada oficialmente por primera vez cuando Alud anuncia "Camaleón es gay!" en un intento de obtener rápidamente una mayor confianza con los restantes estudiantes mediante la revelación de sus secretos. A pesar de la aceptación de Alud de su sexualidad, Camaleón estaba indignado, aunque Loa le dice que sus compañeros de clase ya lo sabían.
Desde entonces, la orientación sexual de Camaleón se ha manejado de manera más abierta, se refieren a él directamente como "gay." Cuando se habla del mayor desarrollo de la historia de la sexualidad de Camaleón durante su trabajo en los Nuevos X-Men, Yost y Kyle declararon que no tenían planes para cubrir aún más la cuestión haciendo hincapié en que Camaleón sería capaz de resolver cualquier problema que tuviera con respecto a su sexualidad o su falta de reconciliación con su antiguo mentor Estrella del Norte resolviéndolos fuera de primer plano con su compañero de equipo Alud. Victor más tarde frente a un Estrella del Norte rehabilitado en X-Men: Divididos vencemos, historieta "Blend In", revela que, contrariamente a las suposiciones de Jean-Paul, no tuvo ningún problema de ser aceptado como mutante gay por su familia o vecinos en su ciudad natal y que el trastorno de estrés postraumático lo experimentó tras sentirse utilizado y abandonado después de su experiencia con los X-Men.
Durante su revisión de X-Men: Divididos vencemos, el escritor Dustin Christian del For the Love of Comics Reviews expresó su agradable sorpresa al darse cuenta de la sexualidad de Camaleón y elogió a los guionistas Yost y Kyle por su manejo del personaje durante su carrera creativa en Los Nuevos X-Men, declarando "es genial ver a un personaje gay representado de una manera no estereotipada de modo que su orientación no define todo lo que hace y que alguien como yo ni siquiera supiera esto acerca de ellos dos."
En la historieta "Abominación" que aparece en X-Men: Destino Manifiesto, Camaleón y su joven compañero de equipo X-Men, Graymalkin, tienen una charla donde este habla de su pasado y revela que él también es gay y fue víctima de un casi fatal ataque homofóbico a manos de su padre. Camaleón le asegura que él va a estar bien y los dos se hacen amigos. Lyle Masaki de Logo de AfterElton.com expresó su interés en este desarrollo, afirmando que "con el pequeño número de superhéroes gay que había, la camaradería entre los personajes homosexuales es tan rara como las parejas del mismo sexo."

## Historias alternativas
Un argumento desechado de Los Nuevos Mutantes vol. 2 mostraba a Camaleón suicidándose después de salir del armario en el Día de los Padres y ser rechazado por ellos y sus dos mejores amigos, Josh y Julián, por su orientación sexual. La historia fue escrita originalmente para llevarse a cabo en los capítulos 8-10.
La historia incluía a los padres, entre ellos los de Camaleón, indignándose cuando algunos son testigos del beso de su instructora Karma a otra mujer. Camaleón reacciona a la indignación de sus padres defendiédola y saliendo del armario él mismo. Rechazado y repudiado por sus padres, busca consuelo en Josh y Julian, pero también es rechazado por ellos. Esto lo lleva a suicidarse. La historia cuenta como Josh descubre el cuerpo de Camaleón al intentar disculparse por su reacción, pues actuó impulsivámente y quiere cambiar su actitud mientras Julian mantendría lo que luego se revelaría como una fachada de indiferencia. Estrella del Norte, como "perfil homosexual más marcado" de Marvel sería un personaje clave para resaltar las dificultades de Karma para que los padres de sus alumnos acepten su sexualidad así como el absurdo de que un estudiante gay se suicide por el rechazo en una escuela hecha para los marginados. Weir y DeFilippis afirmaron que además de ser un mensaje acerca de la intolerancia, la historia serviría como un factor clave en la redención de Elixir desde su introducción inicial como un fanático anti-mutante que dio una imagen al personaje de Julian como "cruel".
Aunque el número 8 se imprimió y el 9 se dibujó, Marvel esperó a ponerlo en venta por los problemas debido a la controvertida naturaleza de la historia. Ambos escritores afirman que la idea de "atemperar" el tema era descabellada para ellos, incluyendo la eliminación del beso lésbico de Karma, sacándolo del guion, o haciendo que Estrella del Norte nunca manifestara su orientación sexual. Los comprometidos guionistas, representaron con una silueta el beso entre personas del mismo sexo. Marvel finalmente decidió desechar la cuestión con la intención de poner a la venta el número 10 con la historia del 8. Los escritores se opusieron, señalando que en el número 10 aparece la escuela todavía haciendo frente al suicidio de Camaleón y dejaría sin explicación el cambio de carácter de Josh. Weir y DeFilippis convencieron a los editores para que les permitieran escribir una nueva historia de última hora con las ilustraciones de la vieja historia y cambiando el diálogo mientras se quita toda referencia al suicidio y al cambio de actitud de Josh. Weir y DeFilippis más tarde declararon que eran más felices con la pérdida de esta trama ya que no les gustaba la dirección que habría tomado Julian como personaje y señaló que "el Julian que se desarrolló desde entonces no sería una persona que tuviera un problema con Victor por ser gay. De hecho, limpiaría las paredes por alguien que si lo tenía".
La redactora de Pink kryptonite, Megan Parker, ("Chica Elfo") expresó su descontento con la historia original y el alivio con los cambios finales, afirmando que, "[matar] a un personaje gay para promover la evolución de un personaje hetero a un mejor ser humano" era comprensible como mensaje intencionado sobre la intolerancia, pero "un poco excesivo."

## Otras versiones
Aunque Camaleón es un personaje principal en la continuación del Universo Marvel (conocida como "Tierra-616,"), también ha sido incluido en otros universos de ficción y futuros alternativos.

### Dinastía de M
Cuando la Bruja Escarlata cambió la realidad a una donde los mutantes eran la especie dominante, Camaleón era un miembro júnior de S.H.I.E.L.D. siendo entrenado por Estrella del Norte.

### Jóvenes X-Men: El fin de los días
En un futuro distópico descrito en los dos últimos capítulos de Jóvenes X-Men, un Camaleón adulto es uno de los cuatro restantes mutantes en "Xaviera", un antiguo estado independiente mutante como refugio seguro y utopía. Ambos brazos ahora son de gran tamaño. Él permanece en un equipo de X-Men con Graymalkin, Emma Frost (ahora llamándose a sí misma "Corazón de diamante"), Lobezno y un Ink incapacitado y muy envejecido. Arena aparece de repente con una apariencia y una personalidad muy cambiada y con poderes alterados y procede a luchar contra ellos y fácilmente matar a cada miembro. Camaleón trata en vano de razonar con ella. Derrotado, le pregunta por qué está haciendo esto y ella responde que los mutantes son una "plaga sobre la tierra" y que ella se ha convertido en "la cura", antes de matarlo con sus poderes.

## En otros medios

### Cine
- Aparece en X-Men: The Last Stand interpretado por Lloyd Adams como miembro del grupo Omegas y más tarde de la Hermandad de mutantes.